# Nicole Garrido
Nicole Lola Garrido (Edmonton, 29 december 1988) is een Canadees langebaanschaatsster. Vanaf seizoen 2007/2008 maakt ze deel uit van het nationale team langebaanschaatsen en sinds 2011 traint ze in de internationale ploeg van Peter Mueller, Team CBA.

## Biografie
Garrido debuteerde internationaal bij het WK Junioren 2006 in Erfurt, waar ze zestiende werd. Bij haar eerste deelname op een senioren kampioenschap, het CK van Noord-Amerika & Oceanië 2008, eindigde ze als zesde Canadese op de zevende plaats. Later dat jaar op het WK Junioren van 2008 eindigde ze als tweede Canadese in de top vijf. Ze reed dit seizoen ook wereldbekerwedstrijden. Op het CK van Noord-Amerika & Oceanië 2009 eindigde ze als derde Canadese op de vierde plaats. In 2010 reed Garrido het WK Allround in Heerenveen.

## Persoonlijke records
| Afstand    | Tijd    | Datum            | Baan    |
| ---------- | ------- | ---------------- | ------- |
| 500 meter  | 40,49   | 13 maart 2007    | Calgary |
| 1000 meter | 1.17,41 | 4 januari 2008   | Calgary |
| 1500 meter | 1.58,45 | 19 maart 2009    | Calgary |
| 3000 meter | 4.04,49 | 16 november 2007 | Calgary |
| 5000 meter | 7.04,34 | 20 maart 2009    | Calgary |

## Resultaten
| Jaar | NK Allround | CK N-Amerika | WK Allround | Wereld Beker        | WK Afstanden        | WK Junioren |
| ---- | ----------- | ------------ | ----------- | ------------------- | ------------------- | ----------- |
| 2005 | 7e          |              |             |                     |                     |             |
| 2006 |             |              |             |                     |                     | 16e         |
| 2007 |             |              |             |                     |                     | 11e         |
| 2008 |             | 7e           |             | 46e 1500m 26e 3k/5k |                     | 5e          |
| 2009 |             | 4e           |             | 38e 1500m 33e 3k/5k |                     |             |
| 2010 |             | NS4          | NC24        | 51e 1500m 38e 3k/5k |                     |             |
| 2012 |             | 5e           |             |                     |                     |             |
| 2011 |             | 4e           |             |                     |                     |             |
| 2012 |             |              |             |                     | 22e 3000m 16e 5000m |             |